# Amplicephalus abundans
Amplicephalus abundans är en insektsart som beskrevs av Rauno E. Linnavuori och Delong 1977. Amplicephalus abundans ingår i släktet Amplicephalus och familjen dvärgstritar. Inga underarter finns listade i Catalogue of Life.